# Judo na Igrzyskach Azji Wschodniej 1993
Turniej judo na igrzyskach Azji Wschodniej w 1993 rozegrano w Szanghaju w dniach 14-17 marca, na terenie "Jiading Gymnasium".

## Tabela medalowa
| Poz.  | Państwo          |    |    |    | Łącznie |
| ----- | ---------------- | -- | -- | -- | ------- |
| 1.    | Korea Południowa | 7  | 4  | 5  | 16      |
| 2.    | Japonia          | 5  | 4  | 5  | 14      |
| 3.    | Chiny            | 4  | 5  | 5  | 14      |
| 4.    | Korea Północna   | 0  | 2  | 6  | 8       |
| 5.    | Mongolia         | 0  | 1  | 7  | 8       |
| 6.    | Chińskie Tajpej  | 0  | 0  | 3  | 3       |
| Razem | Razem            | 16 | 16 | 31 | 63      |

## Mężczyźni
| Waga   | Złoto:            | Srebro:                 | Brąz:                        | Brąz:            |
| 60 kg  | Lim Byung-ki      | Hang H. G.              | M. D                         | Tadashi Itakausu |
| 65 kg  | Yukimasa Nakamura | Yoon Hyun               | Hao Lang                     | So S.            |
| 71 kg  | Daisuke Hideshima | Yu Zhijun               | Chung Hoon                   | Park Y.          |
| 78 kg  | Jeon Ki-young     | Davaasambuugiin Dorjbat | Chang I. H.                  | Lin Mingdiao     |
| 86 kg  | Masaru Tanabe     | Baik Woo-Youl           | Wang Nan                     | T. T             |
| 95 kg  | Lee Jeong-yeong   | Michiaki Kamochi        | T. B                         | Jiang Fabin      |
| +95 kg | Kim Geon-su       | Chang H. B.             | Badmaanyambuugiin Bat-Erdene | Tian Yong        |
| Open   | Koichiro Mitani   | Wen Changlin            | Yu                           | O. Baljinnima    |

## Kobiety
| Waga   | Złoto:        | Srebro:         | Brąz:                | Brąz:          |
| 48 kg  | Ryōko Tani    | Tang Lihong     | Ri S. M.             | Kim So-ra      |
| 52 kg  | Hao Wenying   | Hyun Sook-hee   | Noriko Mizoguchi     | Ceng Ai-Chun   |
| 56 kg  | Jung Sun-yong | Wang Jin        | Chiyori Tateno       | Ri Y. B.       |
| 61 kg  | Zhang Di      | Hiroko Ishikawa | C. O                 | Jung Sung-sook |
| 66 kg  | Cho Min-sun   | Natsuko Sano    | Wu Mei-ling          | Ao Deng        |
| 72 kg  | Kim Mi-jung   | Leng Chunhui    | Sambuugiin Dashdulam | Saki Yoshida   |
| +72 kg | Zhang Ying    | Mun Ji-yun      | Noriko Anno          | Rim C. S.      |
| Open   | Qiao Yanmin   | Kaori Suzuki    | Son Hyeon-mi         | ----           |